# Csősz (foglalkozás)
A csősz, vagy kerülő, hivatalosan mezőőr, a mezők, rétek, legelők és egyéb gazdasági területek őrzésével megbízott, rendszerint felesketett és gyakran külön jelvénnyel ellátott személy. A szőlőcsősz (akit rendszerint augusztus–november hónapokra fogadtak fel) a lopások és a szőlőhegyre tévedt háziállatok kártevése esetén a hegytörvények értelmében járt el, míg a madarak és rágcsálók ellen saját maga által készített riogató eszközökkel védte a szőlőt. Általában a hegybíró, vagy csőszbíró feladatkörébe tartozott felfogadása és felügyelete. A városoktól és falvaktól távolabb eső, különálló pusztákon igazgatási és igazságszolgáltatási funkciókat ellátó tisztség volt, amely a 18. század végén már fejlettségének magas fokán állt; a 19. század végén a Kiskunság néhány pusztája kivételével megszűnt, ill. teljesen beleolvadt a csendőrség intézményébe, miniszteri rendeletekkel szabályozták.
A csőszök ideiglenes kunyhókban laktak, amit leveles ágból, nádból, kukoricaszárból raktak. Az Alföldön magas látófára másztak, hogy még a magas kukoricában is lássanak. A tolvajok által okozott kárt, amennyiben a tettest nem tudták megnevezni, meg kellett téríteniük. [forrás?]
Erkölcscsősz: pejoratív értelmű, mások cselekedeteit rosszindulatúan bíráló személy a köznyelvben.

## Hagyományok
Az ármás (lat. arma ’fegyver’) és bakter (ném. Wächter ’éjjeliőr’) a falu éjjeli biztonsága felett őrködött, míg a csősz és a mezőőr az erdőt és a határt őrizte. A fogó ősi alakja a csőszjáték volt. "Csősz, csősz lopom a szőlődet, senki sem látja, kutya sem ugatja." E mondókával serkentik fel a szundikáló csőszt, aki igyekszik egyet elkapni a „tolvajok” közül. Akit elfogott, azzal szerepet cserél. Hasonló, pásztori eredetű népi játék a csülközés. A "csősz" a felállított "csülköt" (általában egy fahasáb vagy vékonyabb tuskó) és az annak eldöntésére eldobott botokat őrzi. Tőle bizonyos távolságra húznak egy vonalat, amely mögé állnak a "játékosok", akik célja az, hogy a csülköt feldöntsék. Akinek nem sikerül, félreáll, és figyeli a többiek dobásait. Amikor valamelyik játszó eltalálja a csülköt, mindenki, aki már eldobta a botját, szalad érte. A csősz igyekszik az eldőlt fát minél gyorsabban felállítani, majd a futó játékosok közül valakit megérinteni a botjával, mielőtt az visszaérne a vonal mögé. Ha sikerül, cserél vele. Ha nem, vagy ha a felállított csülök ismét eldől, ő marad a csősz. Előfordul, hogy senki nem találja el a csülköt: ekkor is kifutnak, de ez a csősznek kedvez, mert nem kell vesződnie a csülökállítással.

### Katonai szleng
Vigyázzon a csősz!: Felelet a Század vigyázz! parancsra. 
A toronycsősz a toronyban őrködő katona, toronyőr; más néven: bobi